# Wanda Odolska

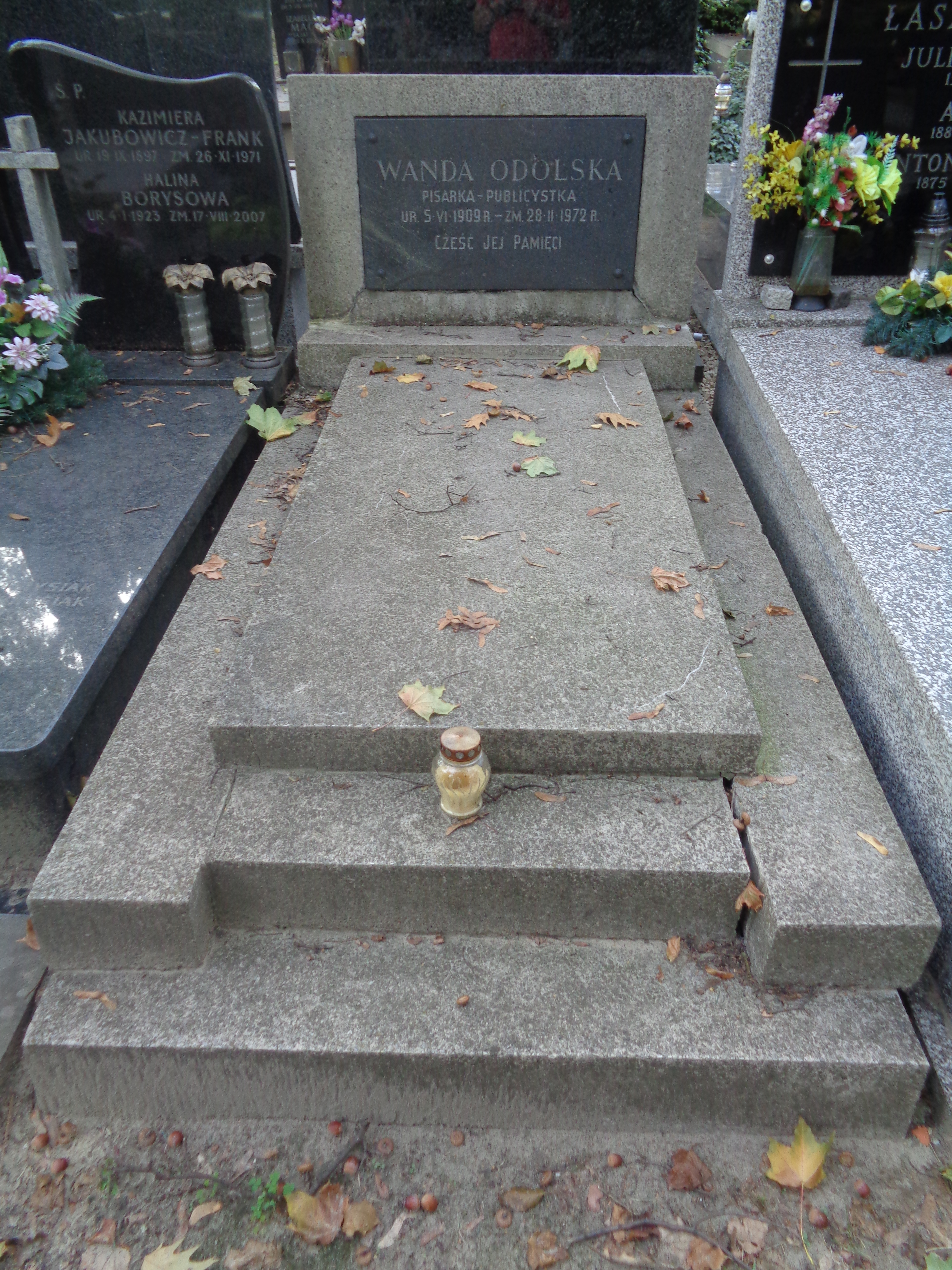
Grób Wandy Odolskiej na cmentarzu Wojskowym na Powązkach w Warszawie

Wanda Odolska (ur. 5 czerwca 1909 w Połtawie, zm. 28 lutego 1972 w Warszawie) – dziennikarka radiowa, propagandzistka partyjna.

## Życiorys
Urodziła się w rodzinie Tadeusza Skrzypiciela, z zawodu fryzjera, i Anny z domu Górskiej. Pod koniec lat 40. i na początku lat 50. XX w. była komentatorką audycji „Sprawy i ludzie” i jedną z prowadzących propagandową audycję Fala 49, w której wychwalała Stalina, potępiała „amerykańskich podżegaczy, mącicieli, rodzimych spekulantów”, zarzucała prymasowi Stefanowi Wyszyńskiemu brak patriotyzmu, mówiła m.in., że to dzięki Stalinowi Polak z powrotem kocha kwiaty, spokojnie pracuje i wierzy w trwałość pokoju. Po śmierci swojego redakcyjnego kolegi, prowadzącego Falę 49 Stefana Martyki, zastrzelonego 9 września 1951, Odolska  poprosiła Bieruta o ochronę UB. W marcu 1953 po śmierci Stalina stwierdziła, że tego bólu nie można wypłakać. Tej straty nie można wymierzyć niczym. Była konkubiną funkcjonariusza UB, a potem dziennikarza radiowego, Jerzego Rybczyńskiego.
Zmarła w Warszawie, pochowana na cmentarzu Wojskowym na Powązkach (kwatera B-3-99).

## Ordery i odznaczenia
- Order Sztandaru Pracy II klasy (1954)[4]
- Krzyż Oficerski Orderu Odrodzenia Polski (1952)[8]
- Złoty Krzyż Zasługi (1950)[9]